# 쿠스나무타기쥐
쿠스나무타기쥐(Rhipidomys couesi)는 비단털쥐과에 속하는 설치류이다. 콜롬비아와 에콰도르, 페루, 트리니다드 토바고, 베네수엘라에서 발견된다. 종소명과 일반명은 조류와 작은 포유류를 연구한 미국 동물학자 쿠스(Elliott Coues)의 이름에서 유래했다.

## 특징
쿠스나무타기쥐의 머리부터 몸까지 몸길이는 최대 210mm로 대형 나무타기쥐의 일종이다. 털은 다소 거칠고 짧다. 등 쪽 부분은 노란 갈색부터 불그스레한 갈색까지 다양하며, 각각의 털은 띠 모양이 된다. 그리고 서로 섞여 있는 검거나 짙은 갈색 조모를 갖고 있으며, 배 쪽은 크림색-흰색 또는 누르스름한 털로 이루어져 있고 털은 가끔 회색 바탕을 갖고 있다. 꼬리 길이는 몸길이와 같거나 약간 길고, 짙은 비늘털과 불그스레한 갈색 또는 짙은 갈색 털로 이루어져 있고 긴 털 끝은 털뭉치 형태를 띤다.

## 분포 및 서식지
쿠스나무타기쥐는 남아메리카 북부 지역의 토착종이다. 트리니다드 섬과 마르가리타섬부터 베네수엘라 북부 해안가 지역과 베네수엘라 서부-중부의 띠모양의 장소(메리다 안데스 산맥 남동부면과 동부 코르디예라 산맥 구릉지대)를 거쳐 콜롬비아 중부 메타 주까지 원호 형태의 지역에서 발견된다. 이들 지역 일부를 연결하는 눅눅한 숲 벨트에서도 서식하는 것으로 추정된다. 더 남쪽 지역에서는 흰발나무타기쥐(Rhipidomys leucodactylus)가 서식한다. 서식 고도는 해수면부터 해발 최대 약 1,500m이다. 수상성, 야행성 동물로 일반적인 서식지는 일차림과 이차림 열대우림, 저산대 숲의 낮은 고도 지역이다.